# Fartlek
Fartlek je metoda za povečanje vzdržljivosti pri teku. To vrsto vzdržljivostnega teka si je zamislil švedski trener Gösta Holmér leta 1930. Kmalu se je praksa fartleka iz Švedske razširila po vsem svetu. Ginter Hagg in drugi švedski tekači so fartlek uvedli v tekaško prakso. Pred drugo svetovno vojno in med njo so tudi s to metodo vadbe dosegli več svetovnih rekordov v tekih od 1500 do 5000 m.
Za razvoj vzdržljivosti tekači uporabljajo različne metode treninga. Tekači najbolj poznajo nepretrgan tek v različnih hitrostih. Ambicioznejši vadijo tudi intervalne teke, pri katerih se odseki teka v višji hitrosti izmenjujejo z vmesno hojo, počasnim tekom oziroma odmorom.
Za razvoj vzdržljivosti je pomembna in uporabna metoda tudi fartlek. Fartlek je nadgradnja intervalne metode vzdržljivostne vadbe. Bistvo metode je izvajanje vzdržljivostne vadbe v naravi (če je le mogoče po mehkih poteh), ki omogoča tekaču, da vsebino vadbe prilagaja naravnim okoliščinam. Vsebina fartleka je pogosto posledica tekačevega navdiha in ni vnaprej določena kot pri intervalni metodi. Lahko je sestavljena iz različnih elementov, kot so hoja, lahkoten tek, gimnastične vaje,  težak teren (tek po klancu navzdol, tek navkreber, druge naravne ovire), šprint, poskoki, zahtevna podlaga (sneg, blato, trava, itd.). Vse tisto, kar na prvi pogled deluje kot manj primeren tekaški trening, je v fartleku spodbuda za razvoj močnega duha in telesa. Intenzivnost in obseg fartleka določajo dolžina in hitrost posameznih tekov, raznolikost terena, vmesni odmori itd. Ta metoda ima izrazit učinek na psihično sprostitev športnikov.